# 長沢市蔵

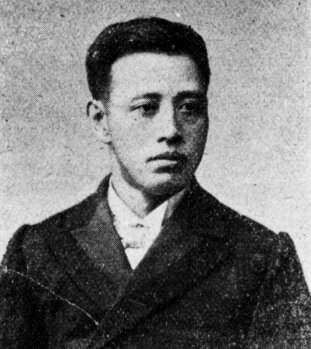
長沢市蔵

長沢 市蔵（ながさわ いちぞう、文久2年7月22日（1862年8月17日） - 大正4年（1915年）3月3日）は、山梨県出身の衆議院議員（憲政本党）、第一高等学校教授。

## 経歴
甲斐国巨摩郡天神中条村（後の南巨摩郡増穂町、現在の南巨摩郡富士川町）に、農業の傍ら質屋業を営む父「源三郎」の三男として生まれる。少年時代は長沢村の墨池堂大森塾で大森杜庵から学び、明治10年（1877年）4月に静岡県沼津中学校に入学後、明治12年（1879年）に同校を退学し同年2月に東京府第一中学校（現在の東京都立日比谷高等学校）に転学し同校を卒業。明治12年（1879年）9月に東京大学予備門に入学後、明治19年（1886年）7月に東京帝国大学文科大学を卒業、大学院を経て、明治20年（1887年）11月には第一高等中学校教諭、明治23年（1890年）9月26日には第一高等学校教授となった。明治27年（1894年）11月25日に刊行された『山梨鑑』（やまなしかがみ）の校閲を「文学士長沢市蔵」として行っている。
その後、明治35年の第7回衆議院議員総選挙、明治36年の第8回衆議院議員総選挙において山梨県の選挙区から立候補し当選、衆議院議員を務めている。明治38年（1905年）12月12日には新潟県立新潟中学校（現在の新潟県立新潟高等学校）の校長を7年間務め、明治45年（1912年）1月10日には鹿児島県立第一鹿児島中学校（現在の鹿児島県立鶴丸高等学校）の第6代校長となったが、在職中に胃癌を患い療養を続け大正4年（1915年）3月に第一鹿児島中学校校長を辞職し、その月の内に逝去している。